# Lenguas indoarias meridionales
Las lenguas indoarias meridionales constituyen un subgrupo filogenético propuesto dentro de las lenguas indoarias, que se hablan sobre la costa centroccidental del subcontinente indio, en Maharashtra, Goa, Karnataka, Madhya Pradesh, Chhattisgarh, partes de Gujarat, Andhra Pradesh, Tamil Nadu, Dadra y Nagar Haveli y Damán y Diu.

## Clasificación
Las lenguas de este subgrupo son:
- Idioma marathi
  - Marati berar-deccan?
- lenguas konkaníes
  - Idioma konkani
    - Konkani de Goa (gom)
    - Konkani de Maharashtra (knn)

  - Kadodi (Samvedi) (smv)
  - Kukna (kex)
  - Katkari (kfu)
  - Phudagi (phd)
  - Varli (vav)

## Comparación léxica
Los numerales para diferentes lenguas indoarias meridionales son:
| GLOSA | Marathi | Konkani | Konkani | Konkani | PROTO-IA MERIDIONAL |
| GLOSA | Marathi | Konkani | Kukna   | Varli   | PROTO-IA MERIDIONAL |
| ----- | ------- | ------- | ------- | ------- | ------------------- |
| '1'   | ek      | eːkə    | ek      | ek /ekʰ | *eka                |
| '2'   | don     | doːni   | d̪on     | don     | *don-               |
| '3'   | tin     | tin     | t̪in     | t̪ineʔ   | *tina               |
| '4'   | ʧar     | ʧar     | steɾ    | ʧar     | *ćar                |
| '5'   | paʦ     | pənʦə   | pãst    | pãʦ     | *panć               |
| '6'   | səha    | sə      | sə      | haeʔ    | *sah-               |
| '7'   | sat     | saːə    | sat̪     | hat̪eʔ   | *sat                |
| '8'   | ɑʈʰ     | aʈə     | aːʈʰ    | aʈ      | *aːʈ                |
| '9'   | nəu     | nəvvə   | nʌv     | nəv     | *nav-               |
| '10'  | dəha    | dʰə     | d̪ʌs     | daha    | *daha/das           |